# Филип Грујић
Филип Грујић (Нови Сад, 1995) српски је драматург и књижевник.

## Биографија
Дипломирао је драматургију на Факултету драмских уметности.
Сценариста је кратког играног филма „Глад” у режији Тамаре Тодоровић, који је учествовао на неколико међународних фестивала (Тел Авив, Солун, Херцег Нови, Изола, Софија, Букурешт), и добио награду за најбољи сценарио на фестивалу SEECS у Букурешту, као и награду публике у Мостару.
Свирао је бас гитару у ауторским бендовима „Plastic Trees“ и „Fusion“. Објавио је албум „Arrivals|Departures”.

## Награде
- Награда Борислав Михајловић Михиз[4][5]
- Стеријина награда[1]

## Дела

### Проза
- „Блудни дани куратог Џонија“[2][6]
- „Подстанар“[7]
- „И онда опет, из почетка“[8]

### Позориште
- „Велика депресија“ (Српско народно позориште, 2020)[9][10]
- „Љубавна лектира“
- „Када причамо о љубави, да ли причамо“
- „Не пре 4:30 нити после 5:00“
- „Тамо где певају” (ушла у најужи избор на конкурсу Стеријиног позорја 2018. и била јавно читана у Шапцу)[1]
- „Овде је лепо - сечем дрво, једем пасуљ”[1]
- „Како ја ово сину да објасним?” (Позориште младих Нови Сад)[1]
- „Вилица Ебена Бајерса”[11]
- „Пред свитање”[11]
- „Шехерезада”, драматург[1]
- „Бомбона”